# Saint-Pierre-de-Juillers
Saint-Pierre-de-Juillers é uma comuna francesa na região administrativa da Nova Aquitânia, no departamento de Charente-Maritime. Estende-se por uma área de 17,59 km². Em 2010 a comuna tinha 360 habitantes (densidade: 20,5 hab./km²).